# Limni Taka
Limni Taka este o arie protejată (arie specială de conservare — SAC, sit de importanță comunitară — SCI) din Grecia întinsă pe o suprafață de 1.031,52 ha, integral pe uscat.

## Localizare
Centrul sitului Limni Taka este situat la coordonatele 37°25′53″N 22°22′01″E / 37.431275°N 22.367002°E.

## Înființare
Situl Limni Taka a fost declarat sit de importanță comunitară în aprilie 1997 pentru a proteja un număr necunoscut de specii din flora spontană și fauna sălbatică aflate în arealul zonei. Situl a fost protejat și ca arie specială de conservare în martie 2011.

## Biodiversitate
Situată în ecoregiunea mediteraneană, aria protejată conține 3 habitate naturale: Lacuri eutrofice naturale cu vegetație de tip Magnopotamion sau Hydrocharition, Pajiști umede mediteraneene cu ierburi înalte de Molinio-Holoschoenion, Galerii de Salix alba și de Populus alba.
La baza desemnării sitului se află un număr nedeclarat de specii protejate:
Pe lângă speciile protejate, pe teritoriul sitului au mai fost identificate 6 specii de mamifere.